# ایلی بلنشار
ایلی بلنشار (انگلیسی: Élie Blanchard; ۳ اوت ۱۸۸۱ – ۱۲ دسامبر ۱۹۴۱) بازیکن لاکراس اهل کانادا بود.